# Самолет Плюс
«Самолет Плюс» — proptech-компания, которая оказывает различные услуги в сфере недвижимости, в том числе по поиску, покупке, продаже, аренде, дизайну интерьера, организации ремонта и меблировки. Позиционирует себя, как сервис квартирных решений. Компания входит в число крупнейших российских агентств недвижимости по версии сервиса «Домклик». Мажоритарным акционером является группа компаний «Самолет», один из крупнейших застройщиков страны.

## История
В 2022 году девелоперская группа «Самолет» объявила об открытии нового бизнеса — «Самолет Плюс», который объединил цифровые сервисы и офисы услуг в сфере недвижимости. По данным на август 2024 года, в сеть «Самолет Плюс» входит 1700 офисов и около 15 000 агентов по недвижимости в 324 городах.
Компания развивалась в том числе через M&A сделки: в «Самолет Плюс» вошли сети агентств недвижимости «Перспектива 24», Zoltor, «Мегаполис сервис».
Среди дочерних компаний «Самолет Плюс» — сервис Rerooms. В ноябре 2021 года о покупке доли в в этой компании объявила группа «Самолет».
В октябре 2022 года «Самолет Плюс» стал победителем национального конкурса в сфере недвижимости CREDO-2022 в трех номинациях: «Лучшая франшиза на рынке недвижимости», «Лучшая компания по юридической поддержке во франчайзинге», «Самый успешный стартап года».
В 2023 году «Самолет Плюс» инвестировал в платформу по продаже новостроек Dombook, на базе которой сформировал свою платформу по продаже квартир в новостройках.
В 2023 году компания запустила цифровой сервис долгосрочной аренды.
В 2024 году компания объявила об инвестициях в CRM-системы, которые работают на рынке недвижимости — Topnlab, YUcrm, «Квартус» и «Лотинфо».
В 2024 года компания «Самолет Плюс» стала предоставлять услуги флипперам.
В 2024 году компания сформировала совет директоров, председателем которого стал основатель сервиса Дмитрий Волков.
В 2024 году «Самолет Плюс» вошел в общероссийское межотраслевое объединение работодателей Российский союз участников рынка недвижимости. Генеральный директор «Самолет Плюс» Александр Попов избран президентом этого объединения.

## Бизнес-модель
Компания объединяет цифровые сервисы и офисы услуг в недвижимости. Новые офисы компании открываются по франшизе, франчайзи платят паушальный взнос и фиксированную плату за пользование технологиями компании.
Компания относит себя к категории proptech-компаний, противопоставляя классическим агентствам недвижимости.
Основатель «Самолет Плюс» Дмитрий Волков: «Классический риелторский бизнес — это когда вы продаете квартиру и за эту сделку получаете комиссию. У «Самолета Плюс» как IT сервиса нет этого бизнеса. Когда наш франчайзи продает квартиру в своем районе, комиссия остается у него».
Основными направлениями деятельности компании и ее франчайзи на рынке недвижимости: ИТ-услуги, в том числе CRM для специалистов по недвижимости, сайт по поиску недвижимости, услуги по купле-продаже недвижимости на первичном и вторичном рынке, финансовые услуги, в том числе связанные с подбором ипотечных программ, дизайн интерьера, ремонт, услуги по сдаче квартир в аренду, услуги по сопровождению флиппинг-сделок, услуги по клинингу и переезду.

## Планы по развитию
В 2023 году стало известно, что «Самолет Плюс» планирует проведение IPO. В декабре 2023 года в компании, сообщили, что рассматривают проведение pre-IPO в 2024 году, в рамках которого могут привлечь до 1 млрд рублей. Компания объявила о начале pre-IPO на инвестиционной платформе Zorko 11 июля 2024 года. По итогам pre-IPO «Самолет Плюс» привлек 825 млн рублей.
В 2024 году компания планирует достичь выручки в 10 млрд рублей с EBITDA около 1,6 млрд рублей; по итогам 2025 года выйти на выручку в 23 млрд рублей и EBITDA около 8 млрд рублей. В 2026 году «Самолет Плюс ожидает», что выручка достигнет 42 млрд рублей при EBITDA в 17 млрд рублей.
В 2024 году компания планирует начать международную экспансию.